# 石泉 (学者)
石泉（1918年1月—2005年5月4日），男，原名刘适，安徽贵池人，生于北京，中国历史学家、历史地理学家。曾任第七届全国政协常务委员、第八届全国政协常务委员，湖北省政协副主席、中国民主促进会中央委员会常委等职。

## 生平
1938年入北平燕京大学历史系，1944年考入成都燕京大学研究院，师从陈寅恪教授，並兼任研究助理。1946年，随校回迁北平。1948年9月，投奔华北解放区。后进入华北大学政治班学习。参加中共接管北平的准备工作，并于1949年2月回到北平。1954年，进入武汉大学历史系工作，历任讲师、副教授、教授、博士生导师、资深教授。